# Nordathen
Nordathen (græsk: Βόρειος Τομέας Αθηνών) er en af de regionale enheder i Grækenland . Det er en del af periferien Attica. Den regionale enhed dækker den nordøstlige del af storbyen Athen .

## Administration
Som en del af 2011 Kallikratis regeringsreform blev den regionale enhed Nordathen oprettet ud af en del af det tidligere præfektur Athen præfektur. Den er opdelt i 12 kommuner. Disse er (nummer refererer til kortet i infoboksen): 
- Agia Paraskevi (3)
- Amarousio (8)
- Chalandri (35)
- Filothei-Psychiko (33)
- Irakleio (17)
- Kifisia (21)
- Lykovrysi-Pefki (22)
- Metamorfosi (23)
- Nea Ionia (25)
- Papagou-Cholargos (28)
- Penteli (29)
- Vrilissia (9)